# Jim Hacker
James George „Jim“ Hacker, baron z Islingtonu, KG, PC, BSc (Lond.), Hon. DCL (Oxon.), je fiktivní postava v britských televizních seriálech Jistě, pane ministře a Jistě, pane premiére. Postavu ztvárnil britský herec Paul Eddington. V seriálu Jistě, pane ministře zastává Jim Hacker funkci ministra pro administrativní záležitosti (fiktivního ministerstva britské vlády). V poslední epizodě seriálu Jistě, pane ministře (Stranické hrátky) je jmenován ministerským předsedou, což je funkce, kterou zastává v navazujícím seriálu Jistě, pane premiére.

## Vlastnosti a život postavy
Jim Hacker je za volební obvod Východní Birmingham s ještě výraznější většinou znovuzvolen do parlamentu. Jelikož dlouhodobě působil jako stínový ministr, je skoro jisté, že získá místo v nové vládě. Zmocňují se ho však pochyby, jelikož kampaň na vedení strany vedl proti nastupujícímu premiérovi. Nakonec Jimovi svěří funkci ministra pro administrativní záležitosti, která je považována za politický hřbitov. Hacker se ovšem nenechá vyvést z míry a je rozhodnut řídit transparentní resort, očištěný od starých nešvarů, čelem k voličům. Snaha o změnu však naráží na postoj Humphreyho Applebyho, stálého tajemníka ministerstva. Ten hájí činnost státní správy, kritizuje ministrovo spojování úřadu s politikou strany a především s ním vede neustálý boj o vládu nad ministerstvem. Jim Hacker po čase opouští svojí počáteční naivnost a začíná hrát podle Humphreyho pravidel, která obrací proti němu. Vše pokračuje po Hackerově vzestupu do č. 10 a Humphreyho činnosti jako tajemníka vlády.
V seriálech není zmíněno, ke které politické straně Jim Hacker patří.